# フランクフルト・キッチン

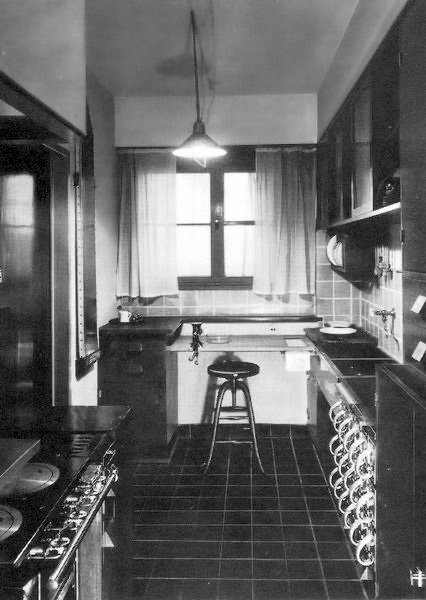
フランクフルト・キッチン 1926年

フランクフルト・キッチン（英: Frankfurt kitchen、独: Frankfurter Küche フランクフルター・キュッヘ）とは1920年代に設計された住宅建築において画期的な発明となった台所である。
台所に初めてデザインの統一感を持ち込んだ、効率よく利用できるよう設計された、低コストで建設されたという点で近代のシステムキッチンの先駆け的存在と言われている。また家事の合理化による女性の負担軽減というフェミニズム運動も担った。

## 概要
ドイツ・フランクフルト市内の建築家エルンスト・マイによる公営住宅レーマーシュタット（Römerstadt 市庁舎街）向けに、1926年オーストリアの建築家マルガレーテ・シュッテ・リホツキー(en)がフランクフルト・キッチンを設計した。1920年代のフランクフルトで約1万世帯に導入された。

## 動機と影響
第一次世界大戦後のドイツは深刻な住宅不足に直面していた。賃貸集合住宅の数を増やすために1920年代に様々な公営住宅計画が立てられた。こういった大規模に建てられるアパートは、大多数の労働者階級の人間が手ごろな値段で住むためのものであったため予算が逼迫していた。その結果、アパートは快適ではあるが広い場所ではなく、建築家たちは多数のアパートに対してデザインを一つしか使わないことでコストを削減することにした。
マルガレーテ・シュッテ・リホツキーにとってレーマーシュタットの台所設計の課題は、建物全体の面積からそれほど場所を取らずにどれだけたくさんの台所を建築できるか、という点にあった。リホツキーのデザインは、当時主流であった台所居間共同空間とは異なる。当時の労働者の典型的な住居は二部屋しかなく、台所は調理するという本来の目的に加えて、食事をする（ダイニングルーム）、時間を過ごす（リビングルーム）、風呂に入る（バスルーム）、寝る（ベッドルーム）など複数の機能を持っていた。もう一つの部屋は応接間として日曜の午後の正餐など特別な場合にしか使用されなかった。しかし、リホツキーは台所とリビング空間をスライド式ドアで区切り、台所を小さな別部屋にした。ここに、調理などの家事労働の空間とリラックス空間を分ける、というリホツキーの人生観が表現されている。
（人生は）まず仕事、その次にリラックスし、交友し、楽しむ。- リホツキー 『Schlesisches Heim』1921年8月からの引用
リホツキーのデザインは20世紀初頭当時に流行していたテイラー主義（労働者の科学的管理法）に多大な影響を受けている。18世紀中頃に家政学者キャサリン・ビーチャー（en:Chatharine Beecher）によって唱えられ、1910年代にクリスティン・フレデリック(Christine Frederick)によって更に勧められた「家事労働も職業である」という考えは、ますます認識を高め、テイラーによって提唱された産業最適化が当然のように家庭環境にまで持ち込まれたのである。
テイラー主義を用いた台所仕事の合理化について述べられたフレデリックの著書『The New Housekeeping』 は1922年に『 Die rationelle Haushaltsführung 』というタイトルでドイツ語に翻訳された。この考えはドイツやオーストリアで評価され、ドイツ人建築家エルナ・マイヤー(Erna Meyer)の建築物やリホツキーのフランクフルト・キッチンのデザインの基礎となった。リホツキーは細かいタイムスタディ（時間業務調査）を行い、台所における作業一つ一つにかかる時間を調べ、作業の流れを改善・効率化し、その流れに最大限合うようにキッチンデザインを設計した。リホツキーにとって最も重要のなのは台所における人間工学の向上と台所仕事の合理化であった。
主婦の仕事の合理化の問題は、社会のすべての階級と同様に重要である。（召使いなどの）助けを借りずに家事をこなす中流階級の多くの女性も、家事以外の仕事を抱える労働者階級の多くの女性も、ともに過労が酷く、ストレスのために地域全体の健康をひどく損なうほどの状態にある。 - リホツキー 『Das neue Frankfurt』 1926年-1927年からの引用
上記の引用文は、なぜテイラー主義が当時の民衆に受け入れられたかを示している。一方、「（経済学上で言う）非生産的」な家事に費やす時間を減らすことで女性が工場で働く時間を増やすという目的も、家事を合理化させるという考えに拍車をかけた。そのほか、家庭内においても女性の地位の向上を目指す解放運動（フェミニズム）の視点から見れば、合理化は女性に自由を与え、他に関心のある事柄に従事する余裕をあたえることになった。
極度にスペースの限られた鉄道の食堂車の台所は、リホツキーにとってテイラー主義の理想的な形であり、彼女のデザイン発想の鍵となった。食堂車の台所は1.83メートルx1.95メートルと非常に狭いにもかかわらず、2人の人間が約100人の食事（6品フルコース）を調理して給仕する上に、皿を洗って収納することができたためである。

## キッチン設計

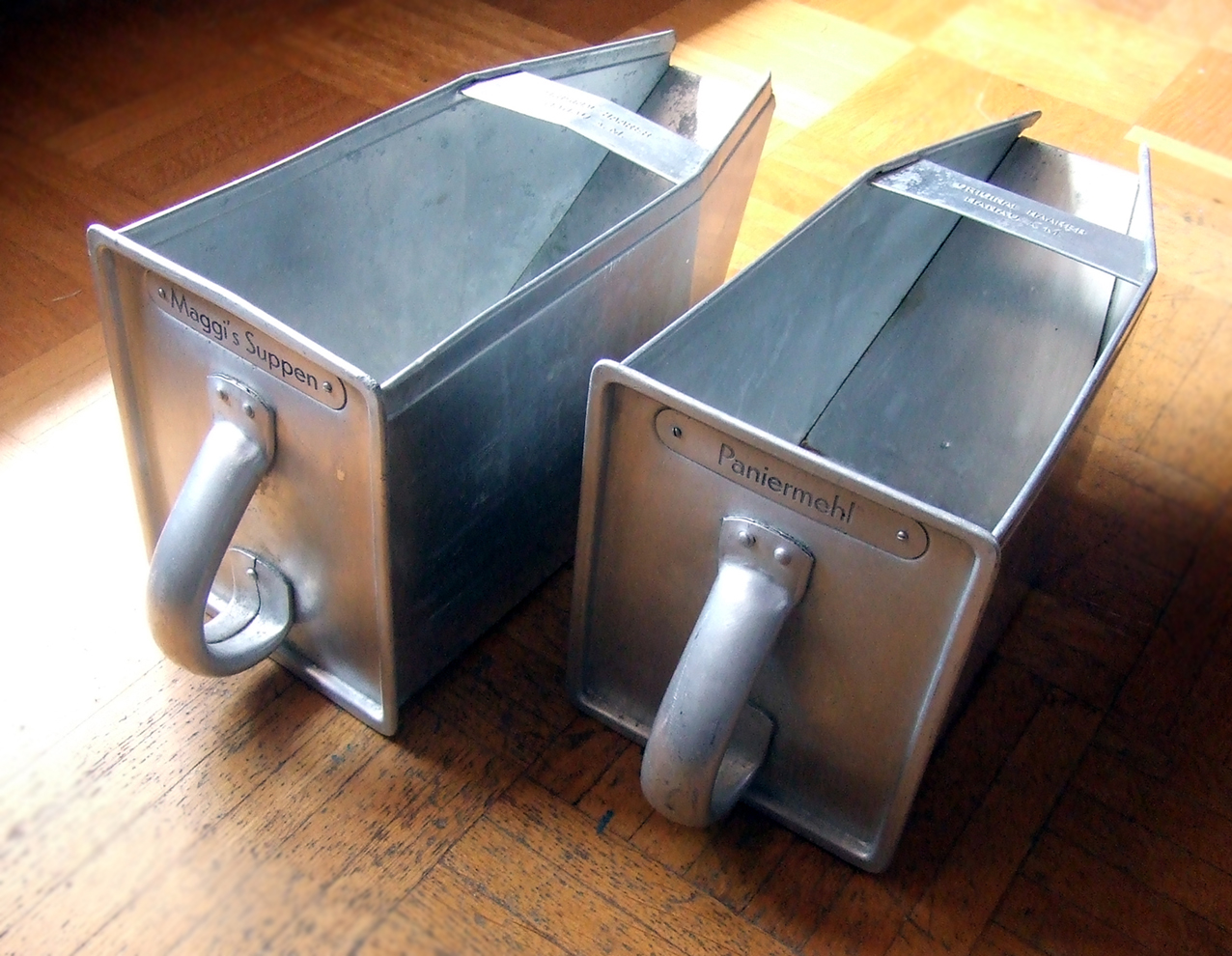
フランクフルト・キッチンにおける典型的なアルミニウム製の収納箱。食材をそのまま鍋に流し込めるよう注ぎ口がある。左は「マギー社製スープ」右には「パン粉」と記されている

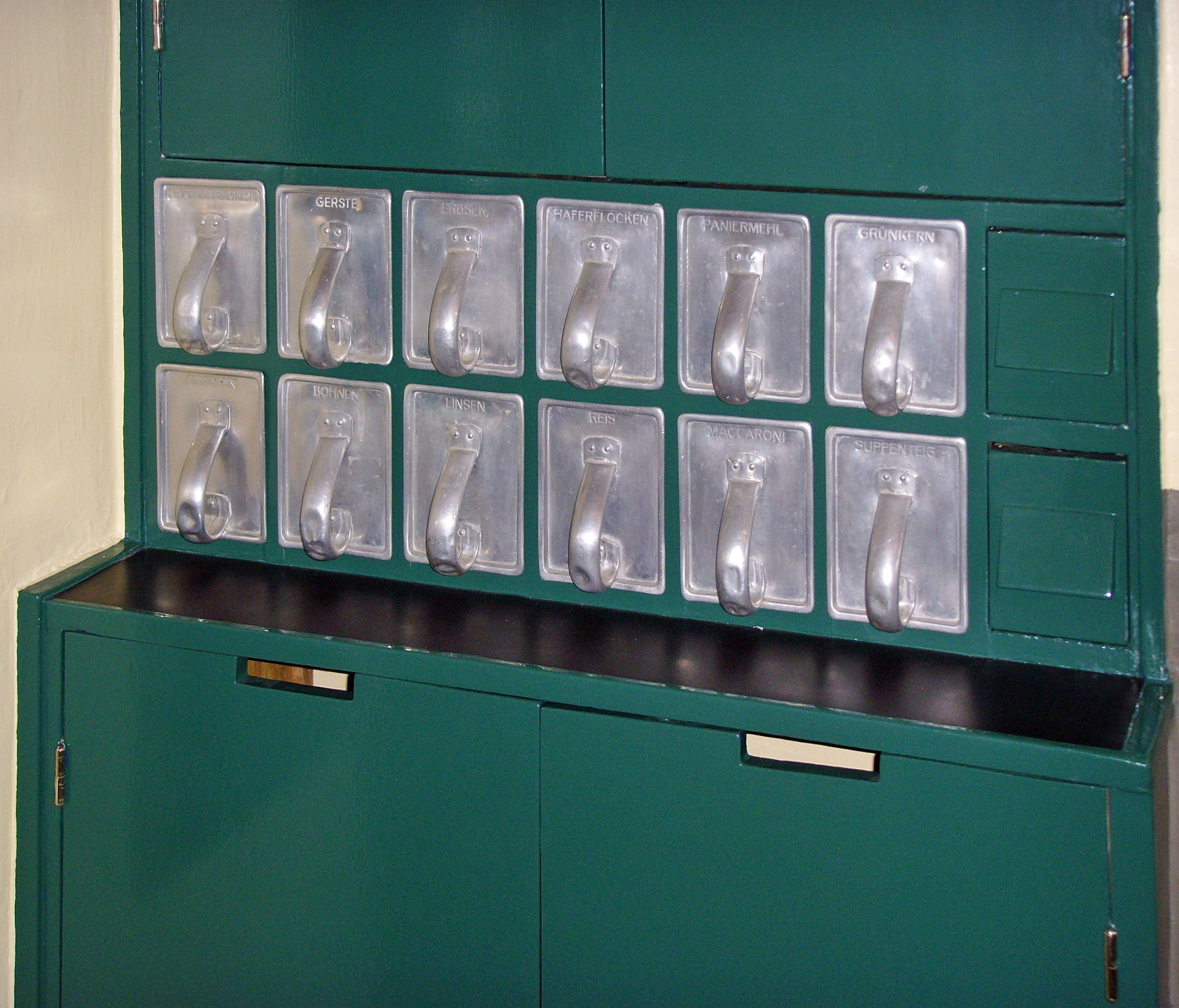
収納箱は引き出しになっており、棚に収めることができる

完成したフランクフルト・キッチンは幅1.9メートル奥行き3.4メートルという狭い二列構造の台所であった。リビングへつながるドアとは別に、窓と反対側の短い壁側に入り口があった。この入り口から見た（上記画像を参照）左側手前にコンロ、その隣にリビング・ダイニングルームへ続くスライド式ドアがあった。右側の壁には食器棚と流し台があり、正面に窓と調理台があった。コンロの横には料理したての熱い鍋が入る保温器があり、朝の出勤前に調理したものを日中保温して夕方帰宅してすぐに食べることが可能であった。流し台の横に壁に装着された水切り台があり、洗った皿は即座にスタンドに並べて乾燥することができた。冷蔵庫は無かったが、折りたたみ式アイロン台があった。このアイロン台は普段はスライド式ドア横の左側の壁に収納されているが、使用時には対面の流し台の縁で支えて橋渡しの状態にし、正面の調理台の椅子に座りながらアイロンをかけることができた。
台所の狭いレイアウトは、スペースが限られているというだけでなく、台所で動く際に必要な歩数を最小限に留めるというテイラー主義そのものを意識したデザインによる。スライド式ドアも台所と隣室のテーブルとの間の歩く距離を最低限に抑えている。フランクフルトキッチンは当時の一般的な台所面積の1/3程度で、作業動線も半分以下である。
フランクフルト・キッチンでは、小麦粉・砂糖・米などの一般食材は、紙袋ではなく専用のラベル付き収納箱に収められた。収納箱はアルミニウム製で、食材をそのまま鍋に流し込めるよう取っ手の反対側に注ぎ口がついている。またこの収納箱は引き出しになっており、通常は棚に入っている。こうして台所は常にきちんと片付けられ、どこに何があるか常時わかるよう整理されていた。また調理台には取り外し可能な引き出し状のゴミ箱が付いており、調理しながら野菜クズを落とし入れたり、作業がすべて終わった後で一度にまとめてゴミを捨てることができた。

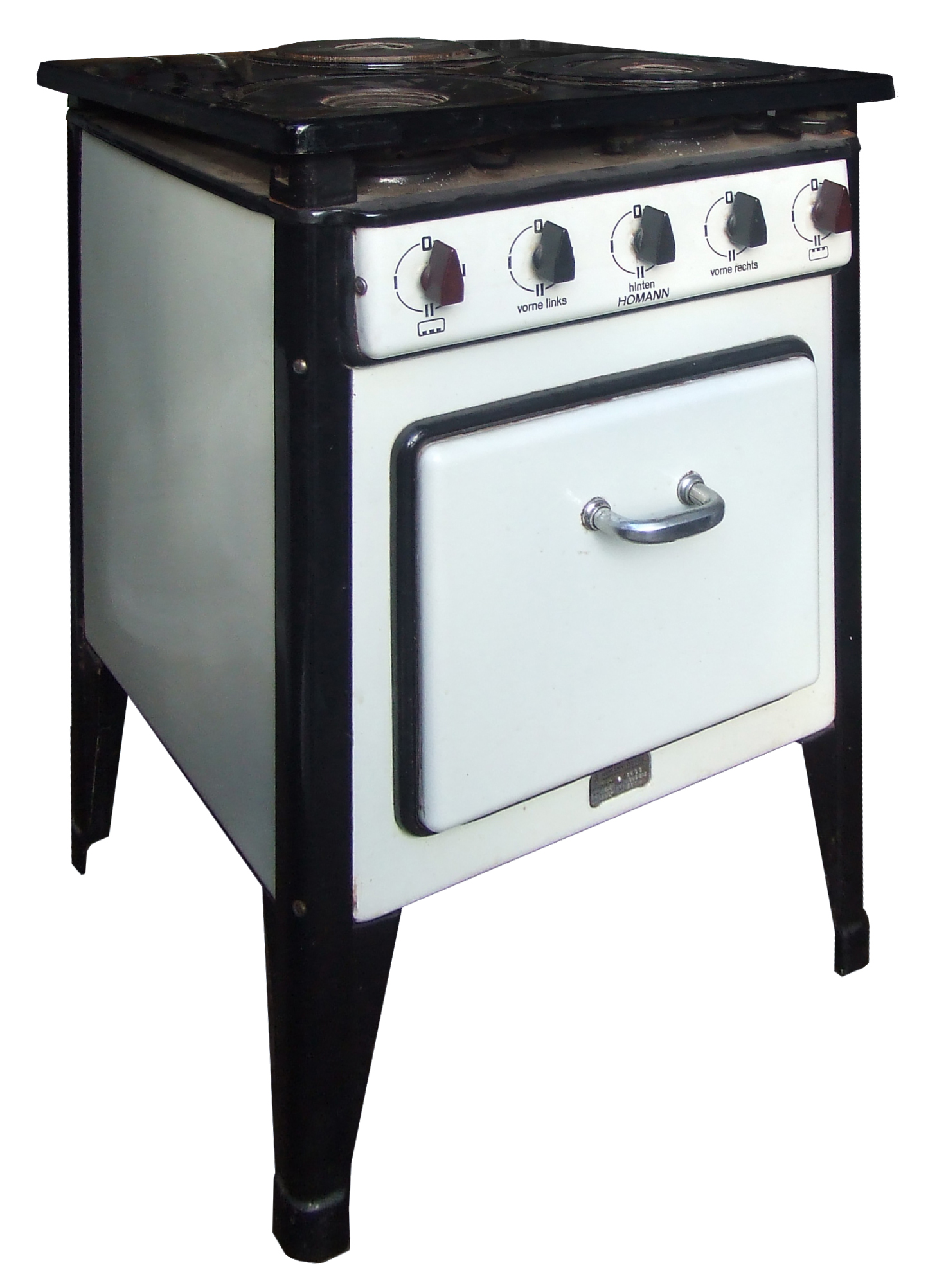
フランクフルト・キッチンのコンロ

1920年代に使用されていた一般的な調理器具類はリホツキーの考えた最適な仕事の流れにも狭いスペースにも合わなかったため、当時のドイツでは珍しかったコンロを含めた主要な器具および家具が組み込まれた。こうして世界初の作り付け台所が完成した。
また研究者がハエが青い表面を嫌うことを発見したため、木のドアと引き出しの正面は青く塗られた。リホツキーは穀物害虫の ミールワームが嫌うオーク材を小麦粉の容器に用い、調理台の表面には染み・酸・ナイフの跡が付きにくいブナを用いた。椅子は、自由度を最大限に高めるために脚輪のついた丸い回転椅子を選んだ。

## 成功と批判
リホツキーのフランクフルト・キッチンはフランクフルトの約１万世帯に導入され、商業的な成功を収めた。設備が完全に揃った台所一つが数百ライヒスマルク、と中程度の値段であった。建設費は賃貸費に組み込まれ、毎月1ライヒスマルクずつ上がっていったとされる。
しかし、この台所は使い勝手が悪いことが多かった。キッチン最適化の元となっているリホツキー独自が考えた台所作業の流れに慣れていない者は、この台所をどう使って良いかわからず、しばしば頭を悩ませていた。利用者たちは自由度がそれほど高くないと言い、例えば特定の収納箱にラベルに書かれたのとは別の物を入れて使っていた。また小さな子どもが簡単に収納箱へ手が伸ばせるのも問題であった。リホツキーはこの台所を大人一人のために設計しており、子どもや大人二人という考えは念頭になかった。実際二人で作業するには狭すぎ、一人で作業していても食器棚の扉を開けると邪魔になることが多かった。導入時の批判の大半はこのような利用面における欠点に集中していた。それでもフランクフルト・キッチンは近代の作業場としてのキッチン・モデルとなった。そして20世紀の間ずっと、合理化された狭い作業キッチンはヨーロッパじゅうの安いアパートの標準台所となったのである。
社会学から見た作業キッチンの批判は、ずいぶんと遅れて1970年代と1980年代に起こった。フェミニストは作業キッチンの発展の動機のひとつであった女性解放案が、実は逆効果であったと指摘した。このような一人だけしか快く働けない狭い台所という特化された合理化によって、主婦は家庭の他の部分から疎外されてしまったからである。女性解放（ビーチャー、フレデリック、マイヤーら提案者は台所は女性の領分だと考えていたが）の試みとして始まり、家事労働を職業化し再評価するということは女性を台所に縛り付けるものである、とみなされたのである。

## バリエーションと更なる発展
リホツキーは単にフランクフルト・キッチンという台所一つを設計したのではなく、3つのバリエーションを作っている。本項で述べられたタイプ1は最も一般的で最もコストが低いものである。タイプ2と3は同じコンセプトを持っているが、もっと広く、テーブルがあり、調理者にもう一人あるいは二人が加わって作業を手伝うことができるほどスペースがあった。しかしタイプ2と3は、1ほどのインパクトを与えなかった。
エルナ・マイヤーはフランクフルト・キッチンへの批判に応えて1927年にシュトゥットガルト・キッチンを発表している。このキッチンはフランクフルト・キッチンに比べて、少しだけ広く、より正方形に近い形で、ユニット家具を用いることで利用者のニーズや異なる部屋の形に対応している。